# أخيضر

الأخيضر (الاسم العلمي:Vireo) هي جنس من الطيور يتبع فصيلة الأخيضرية من الرتبة العصفوريات.

## قائمة أنواع الأخيضر
يوجد عدة أنواع من جنس الأخيضر: 
- أخيضر الجبل الأزرق (الاسم العلمي:Vireo osburni)
- أخيضر المنغروف (الاسم العلمي:Vireo pallens)
- أخيضر أبيض العين (الاسم العلمي:Vireo griseus)
- أخيضر أحمر العين (الاسم العلمي:Vireo olivaceus)
- أخيضر أخضر مصفر (الاسم العلمي:Vireo flavoviridis)
- أخيضر أزرق الرأس (الاسم العلمي:Vireo solitarius)
- أخيضر أسود السوالف (الاسم العلمي:Vireo altiloquus)
- أخيضر أصفر الجناح (الاسم العلمي:Vireo carmioli)
- أخيضر أصفر المقدمة (الاسم العلمي:Vireo flavifrons)
- أخيضر بورتوريكي (الاسم العلمي:Vireo latimeri)
- أخيضر جمايكي (الاسم العلمي:Vireo modestus)
- أخيضر ذهبي (الاسم العلمي:Vireo hypochryseus)
- أخيضر رصاصي (الاسم العلمي:Vireo plumbeus)
- أخيضر رمادي (الاسم العلمي:Vireo vicinior)
- أخيضر سميك المنقار (الاسم العلمي:Vireo crassirostris)
- أخيضر فيلادلفي (الاسم العلمي:Vireo philadelphicus)
- أخيضر كاسيني (الاسم العلمي:Vireo cassinii)
- أخيضر كوبي (الاسم العلمي:Vireo gundlachii)
- أخيضر مسطح المنقار (الاسم العلمي:Vireo nanus)
- أخيضر هوتوني (الاسم العلمي:Vireo huttoni)
- أخيضر يوكاتاني (الاسم العلمي:Vireo magister)
- أخيضر ناحل المنقار (الاسم العلمي:Vireo gracilirostris)
- أخيضر مغرد (الاسم العلمي:Vireo gilvus)
- أخيضر شوكو (الاسم العلمي:Vireo masteri)
- أخيضر كاريبي (الاسم العلمي:Vireo caribaeus)
- أخيضر بيلي (الاسم العلمي:Vireo bellii)
- أخيضر أردوازي (الاسم العلمي:Vireo brevipennis)
- أخيضر صغير (الاسم العلمي:Vireo nelsoni)
- أخيضر كوزميلي (الاسم العلمي:Vireo bairdi)
- أخيضر أسود الرأس (الاسم العلمي:Vireo atricapilla)
- أخيضر بني الرأس (الاسم العلمي:Vireo leucophrys)

## أنواع
أنواع هذا الجنس:
- كود سباركل
- تحديث القائمة

أخيضر أبيض العين 
اسم علمي: Vireo griseus

أخيضر أخضر مصفر 
اسم علمي: Vireo flavoviridis

أخيضر أردوازي 
اسم علمي: Vireo brevipennis

أخيضر أزرق الرأس 
اسم علمي: Vireo solitarius

أخيضر أسود الرأس 
اسم علمي: Vireo atricapilla

أخيضر أسود السوالف 
اسم علمي: Vireo altiloquus

أخيضر أصفر الجناح 
اسم علمي: Vireo carmioli

أخيضر أصفر المقدمة 
اسم علمي: Vireo flavifrons

أخيضر الجبل الأزرق 
اسم علمي: Vireo osburni

أخيضر المنغروف 
اسم علمي: Vireo pallens

أخيضر بني الرأس 
اسم علمي: Vireo leucophrys

أخيضر بورتوريكي 
اسم علمي: Vireo latimeri

أخيضر بيلي 
اسم علمي: Vireo bellii

أخيضر جمايكي 
اسم علمي: Vireo modestus

أخيضر ذهبي 
اسم علمي: Vireo hypochryseus

أخيضر رصاصي 
اسم علمي: Vireo plumbeus

أخيضر رمادي 
اسم علمي: Vireo vicinior

أخيضر سميك المنقار 
اسم علمي: Vireo crassirostris

أخيضر شوكو 
اسم علمي: Vireo masteri

أخيضر صغير 
اسم علمي: Vireo nelsoni

أخيضر فيلادلفي 
اسم علمي: Vireo philadelphicus

أخيضر كاريبي 
اسم علمي: Vireo caribaeus

أخيضر كاسيني 
اسم علمي: Vireo cassinii

أخيضر كوبي 
اسم علمي: Vireo gundlachii

أخيضر كوزميلي 
اسم علمي: Vireo bairdi

أخيضر مسطح المنقار 
اسم علمي: Vireo nanus

أخيضر مغرد 
اسم علمي: Vireo gilvus

أخيضر ناحل المنقار 
اسم علمي: Vireo gracilirostris

أخيضر هوتوني 
اسم علمي: Vireo huttoni

أخيضر يوكاتاني 
اسم علمي: Vireo magister

خضيري أحمر العينين 
اسم علمي: Vireo olivaceus